# لولا آلوارز براوو
لولا آلوارز براوو (به اسپانیایی: Lola Álvarez Bravo؛ ۳ آوریل ۱۹۰۳–۳۱ ژوئیه ۱۹۹۳ (۹۰ سال)) اولین زن عکاس اهل مکزیک و یکی از چهره‌های اصلی رنسانس مکزیک پس از انقلاب این کشور بود. آثار او که به دلیل مهارت بالای ترکیب‌بندی شهرت داشتند توسط هم‌دوره‌ای‌های او به عنوان هنر زیبا دیده می‌شدند. وی در سال ۱۹۶۴ با دریافت جایزه خوزه کلمنته اوروزکو (Premio José Clemente Orozco)، توسط ایالت جالیسکو، به دلیل مشارکت در عکاسی و تلاش‌هایش در جهت حفظ فرهنگ مکزیک، شناخته شد. آثار او در مجموعه‌های دائمی موزه‌های بین‌المللی، از جمله موزه هنر مدرن در شهر نیویورک نگهداری می‌شود.